# Saint-Amant-Roche-Savine
Saint-Amant-Roche-Savine är en kommun i departementet Puy-de-Dôme i regionen Auvergne-Rhône-Alpes i centrala Frankrike. Kommunen ligger i kantonen Saint-Amant-Roche-Savine som tillhör arrondissementet Ambert. År 2022 hade Saint-Amant-Roche-Savine 532 invånare.

## Befolkningsutveckling
Antalet invånare i kommunen Saint-Amant-Roche-Savine
| Referens: INSEE |